# 羽生めい
羽生 めい（はにゅう めい、1982年11月12日 - ）は、日本の元AV女優。
東京都出身。血液型：A型、身長：156cm、スリーサイズ：B80・W56・H83、Bカップ。

## 略歴
2002年にAVデビュー。ロリ系のキカタン（企画単体）女優。
2004年4月から数ヶ月間、秋葉原のメイドカフェLamm（今は閉店）に「あいな」という名前で勤務していた。
現在はAV女優としての活動をしておらず引退したと思われる。

## 作品

### アダルトビデオ
- 思★春★期（2002年3月31日、宇宙企画（メディアステーション））
- せつないね（2002年4月30日、宇宙企画）
- 体感ファックif...6 妹はご奉仕メイド編（2002年10月4日、桃太郎映像出版）
- 真・緊縛ブルマー 4（2002年4月25日、トライアングルフォース）
- REAL（2003年4月27日、オーロラプロジェクト）
- MY GIRL（2003年6月6日、隼エージェンシー）
- ひ み つ（2003年5月10日、ドグマ）
- after school story! Mei Hanyu アフタースクールストーリー（2003年7月13日、オーロラ・プロジェクト）
- THE HIP（2003年8月9日、オーロラ・プロジェクト）
- 幼すぎる発情ダブルま○こ（2003年8月10日、ドグマ）
- 人気者で抜こう!! 2（2002年8月23日、KUKI）…オムニバス作品
- キン●マ嬲りの虜になった私達 2（2003年10月4日、SODクリエイト）
- Maximum HIP Mei&Megu 1（2003年10月9日、オーロラ・プロジェクト）
- Maximum HIP Mei&Megu 2（2003年10月9日、オーロラ・プロジェクト）
- アナルトランスDX（2003年10月10日、ドグマ）
- 私だけの女教師レズペット 〜第二章〜（2003年11月20日、SODクリエイト）
- 淫校ロワイヤルレズビアン学園3（2003年12月12日、ビッグモーカル）
- 淫花の破片　吉沢みずき&羽生めい（2003年12月18日、キンタロウ企画）
- 女子校生レズ4（2004年4月1日、ワンズファクトリー）
- ロリ好き こんな子に「お兄ちゃん」て呼ばれたい（2004年4月10日、ドグマ）
- THE HIP アブソリュート アナル（2004年4月14日、オーロラ・プロジェクト）
- セックス・アンリミテッド（2004年4月14日、オーロラ・プロジェクト）
- 近親相姦パラダイス（2004年4月15日、マルクス兄弟）
- アナル拷問 8（2004年6月4日、ディープス）
- 中出し240　3（2004年6月15日、隼エージェンシー）
- レズキスロマンスDX〜四姉妹LOVE×2レズレッスン〜（2004年7月15日、MOODYZ）
- おんなのこのおなにー 6（2004年9月23日、ディープス）
- カップルズtime #1（2004年10月1日、マルクス兄弟）
- パイパンにしてもいいですか?（2004年10月7日、SODクリエイト）
- あぶない放課後 犯された9人の女子校生（2004年10月14日、隼エージェンシー）
- ゴシックロ●ータ利己主義調教 2（2005年4月22日、U&K）
- 無毛少女（2005年5月4日、SODクリエイト）
- MEIQ LOVE メイクラブ（2005年5月13日、オーロラプロジェクト）
- チャレンジ全身名器 vol.1（2005年5月27日、U&K）
- 撮影現場控室でAVアイドルがAVアイドルに告白レズガチンコ （2005年6月20日、ホットエンターテイメント）
- パイパン露出3 全開放羞恥露出プレイ（2005年7月7日、カルマ）
- 女子校生レズパーティー（2005年9月8日、ヒビノ）
- 強制レイプマニアックス 8（2005年12月23日（レンタル）/2006年1月13日（セル）、VIP）

他